# Aera
Aera war eine deutsche Jazzrockband, die von 1972 bis 1982 existierte. 1978 gewann die Gruppe beim Nachwuchswettbewerb der Deutschen Phono-Akademie den ersten Preis in der Kategorie Jazz.

## Geschichte
Die Band formierte sich 1972 um den Gitarristen der Gruppe Ihre Kinder, Muck Groh. Weitere frühe Mitglieder waren Klaus Kreuzeder (Saxophon, Flöte), Dieter Bauer (Bass) und Wolfgang Teske (Schlagzeug). In dieser Formation wurde 1975 das erste Album Aera humanum est eingespielt, wobei beim Stück Alois’ Flötending Peter Malinowski den Bass spielte. Das Album war ausschließlich instrumental.
Beim zweiten Album Hand und Fuß von 1976 waren nur noch Groh (Gitarre und Gesang) und Kreuzeder dabei, sowie Malinowski, der Bauer am Bass ersetzte. Am Schlagzeug saß Lucky Schmidt, Christoph Krieger spielte Geige. Ein Stück wurde durch „Onkel Latzi“ (Ladislaus Wolpert, Baritonsaxophon und Oboe) ergänzt. 
Auf dem dritten Album Türkis (1979) war von der Ursprungsformation nur noch Kreuzeder übrig, sowie Groh als Gast bei einem Stück. Die übrigen Musiker waren Helmut Meier-Limberg, Lutz Oldemeier, Freddy Setz, Matz Steinke, Achim Giseler und Locko Richter. In dieser Zeit spielte die Band mit drei Schlagzeugern.
Auf dem Album Live von 1980 ist Groh als Toningenieur vermerkt. Bandmitglieder waren Roman Bunka (Gitarre, Gesang), Kreuzeder, Meier-Limberg, Oldemeier, Setz und Richter.
Letztes Album war 1982 Akataki mit Kreuzeder, Gieseler, Meier-Limberg und anderen.
Mitglieder der Gruppe lebten gemeinsam in einer Kommune auf dem fränkischen Land, zunächst in Mechelwind im Landkreis Erlangen-Höchstadt, später in Sulzheim bei Grafenrheinfeld.
Ab 1978 verfolgte Groh als „Muck Grohbian“ ein Soloprojekt. An den Alben Muckefuck und Grotesk waren Mitglieder von Aera beteiligt. 2006 rief er die Neue Aera ins Leben, an der Christoph Krieger beteiligt ist.
Das Musikstück Alois’ Flötending vom Album Aera humanum est wurde vom Bayerischen Rundfunk als Erkennungsmelodie einer Sendereihe benutzt.

## Diskografie
- 1975: Aera humanum est
- 1976: Hand und Fuß
- 1979: Türkis
- 1980: Live
- 1981: Too Much
- 1982: Akataki
- 2009: Mechelwind (aufgenommen im Jahr 1973)